# Dieburg
Dieburg è una città tedesca di 15 699 abitanti,, situata nel Land dell'Assia.

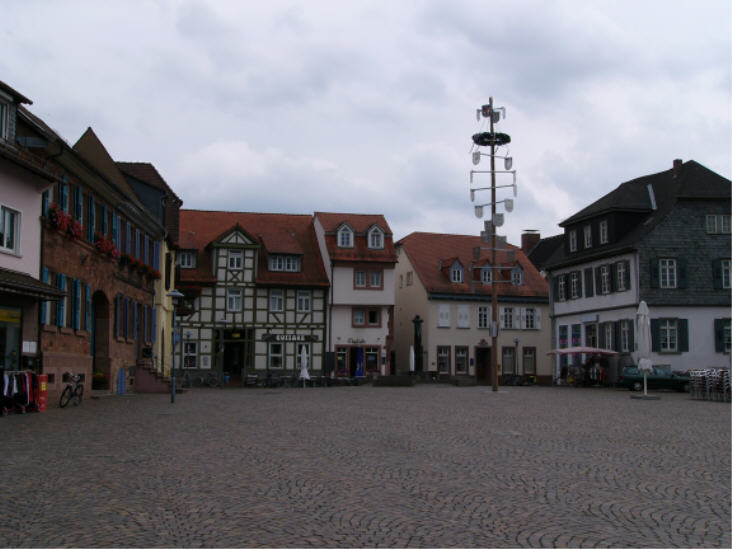
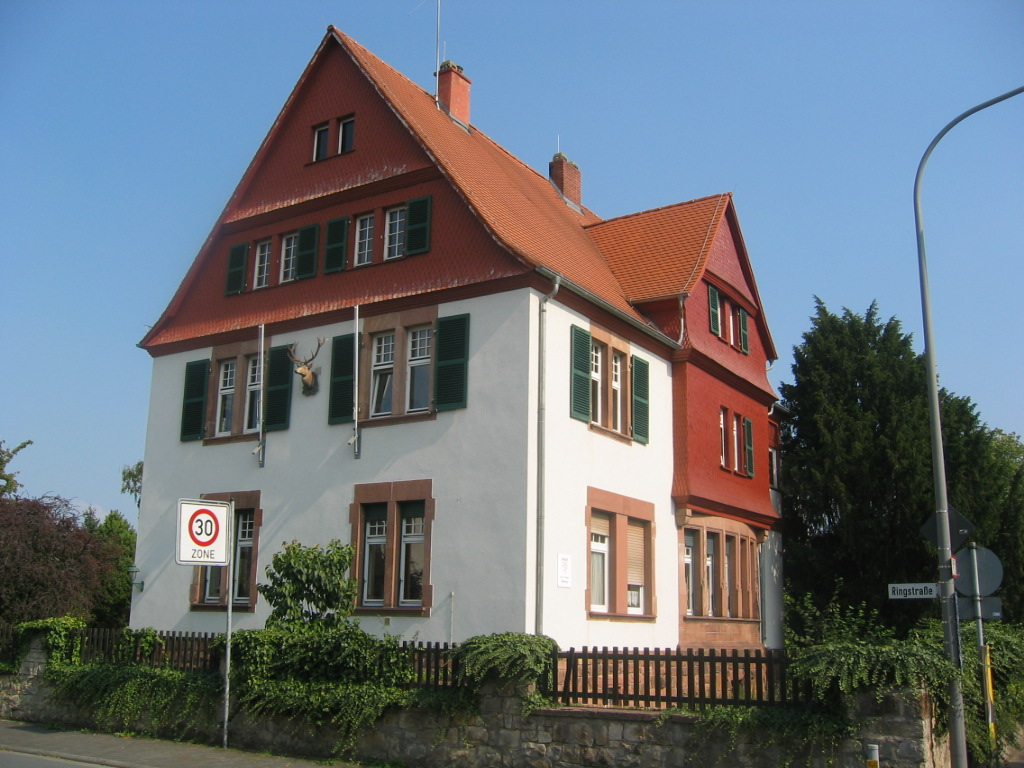
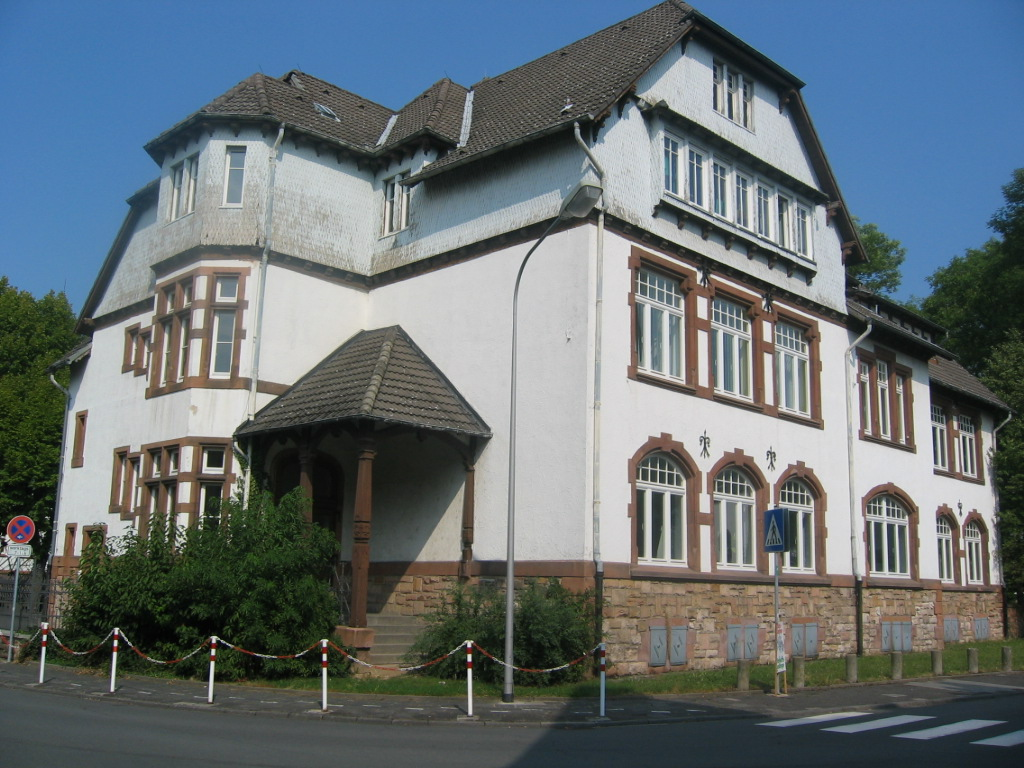
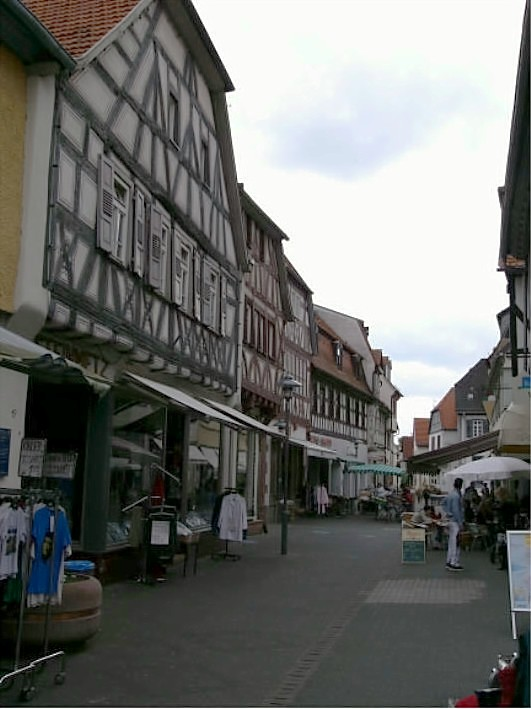